# هارولد سولومن
 هارولد سولومن (انگلیسی: Harold Solomon؛ زاده ۲۲ اوت ۱۹۵۲) یک تنیس‌باز اهل ایالات متحده آمریکا است.